# El club de Cuky
El club de Cuky es un programa de televisión infantil transmitido por Artevisión hecho por niños, en el que los niños se dedican a doblar canciones de sus personajes favoritos. El programa además imparte clases de actuación y periodismo para niños entre 7 y 14 años, en las regiones que se transmite.